# 암
암(癌, cancer) 혹은 악성 종양(惡性腫瘍, malignant tumor or malignant neoplasm), 악성 신생물(惡性新生物)은 세포주기가 조절되지 않아 어느 조직에서나 발생할 수 있으며 세포분열을 계속하는 질병이다. 머리카락이나 손발톱은 암이 발생하지 않는다. 또한 조직별로 발생빈도가 다르다.

## 명칭
암, 즉 악성종양은 발생 부위에 따라 암종(Carcinoma)과 육종(Sarcoma)으로 나뉜다. 암종(Carcinoma)은 점막, 피부 같은 상피성 세포에서 발생한 악성종양을 뜻하고, 육종(Sarcoma)은 근육, 결합조직, 뼈, 연골, 혈관 등의 비상피성 세포에서 발생한 악성종양을 뜻한다.

## 원인
악성종양이 발생하는 원인은 아직도 정확히 밝혀진 바 없다. 하지만 지금까지 알려진 바에 따르면 정상적인 세포의 유전자나 암 억제 유전자에 돌연변이가 생겨서 나타난다고 알려져 있다. 대표적인 암 억제 유전자인 p53 유전자의 경우는 자연발생적인 원발성 종양의 약에서 이 유전자의 돌연변이가 관찰되었다. 그러나 특정 유전자 몇 개의 변이로만 암이 일어나는 것이 아닌 것은 확실해 보인다. 유전자 치료를 통해 정상 p53 유전자를 암세포에 주입했을 경우 환자의 상태가 호전되지 않는다는 연구가 발표되어 있는 것을 봐도 복잡한 원인에 의해서 발생하는 것으로 사료된다. 다만 몇 가지 발암원들의 잠재적인, 또는 직접적인 위험성에 대하여 그 Factor가 확인된 경우 그것들의 사용을 금지하고 있다.

## 암유전자
모든 생명 활동의 근원은 DNA상의 유전자에 기록된 유전 정보에 있다. 이것으로부터 RNA를 중개역으로 하여, 효소와 호르몬 등의 단백질이 합성된다. 유전 정보의 흐름은 'DNA → RNA → 단백질'이며, 역류하지는 않는다. 이것은 1958년, DNA 2중 나선 구조의 발견자 중 한사람인 영국의 크릭이 생물학의 원리로서 '센트럴 도그마'라 표현한 내용이다. 그런데 1970년에 바이러스 학자 볼티모어 등은 RNA로 DNA를 만든다는 현상을 증명하여 노벨 생리학·의학상을 받았다. 이리하여 암은 건강한 사람이 가지고 있는 암의 종이 발아해서 일어난다는 것이 밝혀졌다. 레트로 바이러스라는 암을 일으키는 바이러스가 거의 대부분의 동물과 인류의 조상의 유전자 속으로 들어가 오늘날 우리의 몸에 전해져 왔다는 것이다.

## 2단계를 거쳐 암을 일으키는 발암 물질
암 유전자의 모습이 밝혀지고 나서, 발암 물질은 정상 세포의 유전자에 숨어 있는 암 유전자의 잠을 깨우는 작용을 하는 것이라고 생각하게 되었다. 그와 같은 발암 물질은 담배에 많이 함유되어 있으며, 이전에 두부의 방부제로서 사용되고 있던 AF-2, 어묵 등에 쓰이던 과산화수소, 쓰레기 소각장에서 나오는 연기, 디젤 엔진의 배기 가스 등 우리의 생활 환경에 매우 많다. 이와 같은 발암 물질이 어떻게 해서 암을 일으키는가에 대해서는 최근 발암의 2단계설이 유력해지고 있다. 발암 물질은 2가지 타입이 있는데, 그 하나가 초발인자(初發因子：initiator)이다. 먼저 초발인자가 정상 세포의 유전자에 작용한다. 보통 이대로는 암이 되지 않지만, 이어서 촉진인자가 계속적으로 작용하면 암이 된다는 것이다. 그러나 초발인자만으로도 그것이 강력하고 장기간에 걸치게 되면 단독으로 암을 일으킨다. 그러나 촉진인자만으로는 단독으로 암을 일으키는 법이 없다. 담배 연기에는 초발인자와 촉진인자 양쪽 모두를 함유한다.
인간은 태어나면서부터 암 유전자를 지니며, 게다가 생활 환경에는 암을 일으키는 물질이 적지 않다. 화학적인 인자로는 발암 물질, 물리적인 인자로는 태양 광선에 포함되는 자외선과 갖가지 방사선, 물리적인 연속 자극이 있으며, 생물학적 인자로는 암을 일으키는 바이러스, 체내의 호르몬 이상, 200종에 이르는 유전형 등 암을 일으키는 원인은 아주 다양하다. 암은 세포의 병이다. 인간의 몸에는 약 60조 개의 세포가 있는데, 모든 세포는 세포핵에 유전자를 지니고 있다. 60조 개의 세포 모두가 완전히 똑같은 유전자를 지니고 있는데, 코의 세포는 코만 만들며, 발의 세포는 발만 만든다. 상처가 생기고 피부에 결손부가 생기면, 주위의 세포가 분열 증식하여 그것을 메운다. 모두 메우고 나면 증식이 멈춘다. 그런데 암이 된 세포는 어디든 관계없이 한정없이 분열 증식하여 불어나고, 중요한 장기에 침윤하여 죽음에 이르게 한다. 그리고 혈액이나 림프액을 타고 여기저기로 마구 옮겨 다닌다. 이것이 바로 전이이다. 코의 세포가 발로 옮겨가 발에 코를 만드는 법은 없는 것으로도 알 수 있듯이, 전이는 암의 특성이다. 처음에는 겨우 1개의 정상 세포의 잘못으로부터 비롯된다. 1개라고는 하지만, 1개가 2개, 2개가 4개, 4개가 8개로 기하급수적으로 불어나는 것이 암세포이다. 치료는 마지막 1개까지 없애지 않고는 재발할 염려가 크다.

## 암의 예시
- 위암(胃癌): 위에 생기는 암이다. 소금에 절이거나 훈제한 식품, 질산, 아질산염 가공식품이나 그 함량이 높은 채소 또는 물, 그리고 맵고 짠 음식이 위암 발생률을 높일 수 있다는 시각이 있다.[9]
- 간암(肝癌): 원발성 간암은 간에 일차적으로 발생하는 악성 종양을 의미한다. 병리학적으로 간세포암종, 담관상피암종, 간모세포종, 혈관육종 등 다양한 종류의 원발성 간암이 있으나 간세포암종과 담관상피암종이 대부분을 차지한다. 술을 많이 마시는 사람이 주로 걸리는 암이다.
- 폐암(肺癌): 폐에 생기는 암이다. 담배를 피우지 않아도 간접 흡연으로 걸릴 가능성도 있다. 그 외에는 유전, 석면, 라돈 가스 등의 영향으로 폐암에 걸리기도 한다.
- 췌장암(膵臓癌): 췌장암이란 췌장에 생긴 암세포로 이루어진 종괴를 말한다. 췌장암에는 여러 종류 중에서도 췌장관에서 발생하는 췌관선암이 90% 정도를 차지하고 있어 일반적으로 췌장암이라고 하면 췌관선암을 말하는 것이다.
- 대장암: 대장에 생기는 암으로, 고지방 식사를 하는 사람이 많이 걸리는 암이다.
- 치종암: 잇몸에서 암세포가 발원되어서 걸리는 암이다.
- 혈액암: 백혈병 등이 있다. 특정한 종양 부위가 없다.
- 유방암(乳房癌): 유방 내에만 머무는 양성종양과 달리 유방 밖으로 퍼져 생명을 위협할 수 있는 악성 종양이다. 유방에 있는 많은 종류의 세포 중 어느 것이라도 암이 될 수 있으므로 유방암의 종류는 매우 많다고 할 수 있다. 하지만 대부분의 유방암이 유관(젖줄)과 소엽(젖샘)에 있는 세포 그 중에서도 유관세포에서 기원하므로 일반적으로 유방암이라 하면 유관과 소엽의 상피세포에서 기원한 암을 말한다.
- 이 밖에도 뇌종양, 생식세포종, 교모세포종, 후두암, 식도암, 방광암, 직장암, 구강암, 자궁암, 쓸개암 등이 있다. 뇌종양은 두뇌암이라고도 부른다.

## 증상과 신호
크게 암의 증상은 세 가지로 나눌 수 있다.
- 국소적 증상: 평상시에 보이지 않는 종류의 종기(종양), 출혈, 아픔이나 궤양이 있다. 주변의 조직을 누르게 되면 황달같은 증상이 일어날 수 있다.
- 전이 증상(퍼지는 증상): 림프절이 커지고 기침, 각혈(hemoptysis), 간 비대(hepatomegaly), 뼈가 아프거나 영향을 받은 뼈의 손상, 신경학적인 증세. 이미 진행된 암이 고통을 유발하기도 하지만 초기 증상은 아닌 경우가 많다.
- 시스템적인 증상: 체중 감소, 식욕 저하, 피로나 경우에 따라서는 체중 증가, 체력 감퇴(cachexia, wasting), 과도한 땀흘림, 자면서 식은땀을 흘림, 빈혈, 또는 특정한 전이 현상, 예를 들면 암 활동 중의 호르몬 변화 등이 있다.

## 치료
암은 초기에 발견하면 절제 수술만으로 완치가 가능하며 재발률도 낮다. 초기에 발견하는 것이 좋은 이유는 절제가 쉽기 때문이다. 위암의 경우는 일부 나라에서 항암 치료제를 개발에 실제 사용되고 있으며, 폐암 등도 연구가 진행 중이다. 한편 여성들 사이에 자주 발생하는 유방암은 조기 발견시 절제 수술만으로 치료가 가능하나 전이가 시작되면 사망율이 매우 높아진다. 가장 좋은 것은 조기 예방이며 흡연, 음주 등을 피해야 한다. 치료후에는 암요양병원에가서 2차 치료를 받는 경우도 많다. 주로 암요양병원에서는 면연력을 강화시켜주는 치료를 하며 건강을 회복한다. 암요양병원의 대표적인 플랫폼으로는 '힐메이트'가 있다.

### 치료의 종류
- 수술: 암이 발생한 조직의 전체 혹은 일부를 제거함으로 확실한 치료 효과를 기대할 수 있는 치료법이다. 그러나 암은 다른장기로 쉽게 전이가 가능하기 때문에 전이가 일어난 암은 수술요법으로 치료하기에는 한계가 있다.[10]
- 항암 화학 요법: 항암제와 같은 약물을 이용하여 전신에 퍼진 암세포를 치료하는 치료법으로 암세포가 세포의 조절인자에 조절되지 않고 계속적으로 분열하는 특성에 착안하여, 항암 화학 요법은 세포 분열 주기의 일부분을 억제하여 죽이는 방법이다.[10]
- 방사선 치료: 방사선을 이용해 세포 DNA의 나선구조를 파괴하거나 세포막에 작용하여 암세포를 죽이는 치료법이다. 그러나 이 방법은 특히 골수 세포의 증식을 억제하는 등의 심각한 부작용을 일으키는 것으로 알려있다.[10]
- 조혈모세포 이식: 백혈병, 악성 림프종 등 혈액 종양을 치료하기 위해 암세포와 환자 자신의 조혈모세포를 제거한 다음 새로운 조혈모세포를 이식해 주는 치료법이다. 또한 이 치료법은 재생 불량성 빈혈, AIDS같은 악성 혈액 질환에도 건강한 사람의 조혈모세포를 이식함으로 질병을 완치할 수 있다.[10]
- 면역 요법: 항암 약물 치료나 방사선 치료로 인한 정상 조직의 손상 등의 부작용을 최대한 줄이면서 인체의 질병에 대한 방어 시스템 가운데 하나인 면역기전을 이용해서 암세포를 제거하고자 하는 치료방법이다. 면역 요법은 크게 개인 스스로가 항체와 감작 림프구를 능동적으로 생산하는 능동 면역과 다른 사람이나 동물의 신체 내에서 이미 만들어진 면역 반응 성분을 받는 수동 면역으로 나눌 수 있다. 면역요법에 관여하는 면역세포에는 B세포, 세포독성 T세포, 보조T세포 등의 림프구와 자연살해세포(Natural Killer Cell, NK cell), 대식세포가 있다.

## 같이 보기
- 종양
- 대체 암 치료법
- 암 비율에 따른 나라 목록
- 암종
- 피폭
- 암세포
- 표적 치료
- 방사선종양학과
- 화학요법
- 저산소증
- 수면무호흡증
- 대사증후군(메터볼릭 신드롬)
- 윌슨저체온증후군
- 알코올과 암